# Type de cuisine japonaise

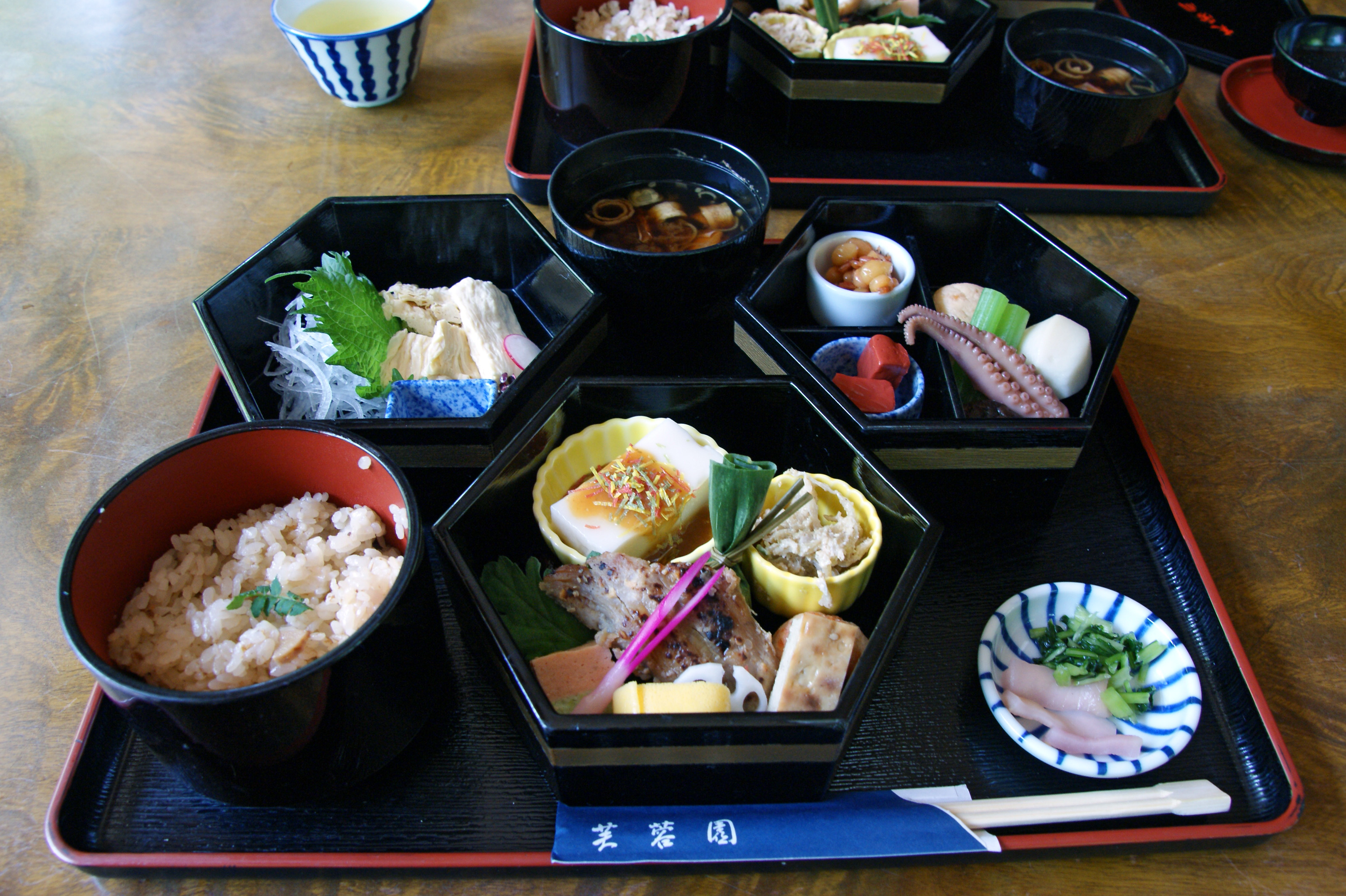
Un kaiseki informel de Fuyoen à Ōtsu.

De nombreux  types de cuisine japonaise existent, codifiant à la fois la préparation des plats mais aussi la manière de les déguster. Elles peuvent être classées en trois grands types : washoku, yōshoku et la cuisine sino-japonaise. 

## Trois grands types

### Washoku
Le washoku, est une cuisine japonaise développée avant l'ère Meiji (1868-1912). C'est la cuisine traditionnelle du Japon, qui s'est développée au cours de l'histoire et connaît de nombreuses variantes et spécificités locales. Les recettes importés par les jésuites portugais au XVIe siècle, dont les tenpura et les tonkatsu en font partie.
Parmi les déclinaisons de la cuisine traditionnelle, washoku, on peut citer : 
- Kaiseki-ryōri : apogée de la cuisine traditionnelle japonaise codifiée à l'époque d'Edo (1603-1868), est celle des marchands et des artistes. Elle correspond à la grande cuisine occidentale ;
- Cha-kaiseki : cuisine qui accompagne le chanoyu, la cérémonie du thé japonaise ;
- Shōjin-ryōri : cuisine végétarienne née de l'influence chinoise ; apparue au IIIe siècle, elle devient courante au XIIIe siècle ;
- Osechi-ryōri : à l'origine la cuisine de banquet de l'ère Heian (794-1185), dont les traditions ont perduré dans le cadre de la célébration du nouvel An japonais ;
- Honzen-ryōri : cuisine des samouraïs. Née à l'époque de Muromachi (1336-1573), elle est considérée comme étant la cuisine japonaise formelle à l'époque d'Edo, mais décline à partir de l'ère Meiji. On la retrouve aujourd'hui sous une forme dérivée dans la région de Kōchi sur l'île de Shikoku, appelée cuisine sawachi (皿鉢料理, sawachi ryōri?).

Si la cuisine d'Okinawa, typique de l'archipel Okinawa est très différente de celle du reste de l'archipel japonais et reste la plus connue en dehors du Japon, il existe aussi de nombreuses spécialités régionales japonaises.

### Yōshoku
Yōshoku est la cuisine occidentale introduite pendant l'ère Meiji (1868-1912) : les idées et menus de l'Ouest ont été introduits et adaptés aux goûts et ingrédients locaux. Ces recettes adaptées sont pour la plupart considérées comme japonaises dans les cultures dont elles sont originaires ; inversement, au Japon, elles restent souvent en dehors de la cuisine traditionnelle japonaise, même si elles font partie du patrimoine culinaire japonais. 

### Cuisine sino-japonaise
La cuisine sino-japonaise, introduite de Chine elle aussi pendant l'époque Meiji, qui n'appartient pas à la cuisine yōshoku car non-occidentale. Des plats très consommés au Japon proviennent de cette cuisine comme les ramen, le shabu-shabu ou encore les gyoza.